# O chytré princezně
O chytré princezně je pohádka, kterou napsala česká autorka Božena Němcová. Poprvé vyšla ve třetím svazku souboru Národní báchorky a pověsti v roce 1846. Pohádka vyšla i v dalších souborech a výborech, známé je vydání v knize Národní pohádky z roku 1962, kterou upravil Josef Štefan Kubín a ilustroval Josef Lada. Pohádka vypráví o řemeslníkovi Jiříkovi, jenž se zamiluje do princezny, která vyzraje nad čertem.

## Děj
Pohádka vypráví o tom, jak jednoho dne přijdou dva řemeslníci Bořek a Jiřík, kteří do té doby šli světem, k pěknému zámku. Jiřík v zámecké zahradě spatřil princeznu, do které se zamiloval. Jiřík řekl Bořkovi, že by dal duši čertu, kdyby tu princeznu dostal. Nakonec Bořek Jiříka odtáhl a pokračovali dál v cestě. Byli unavení, a tak si lehli, aby si odpočinuli. Bořek usnul hned, ale Jiřík nemohl, stále myslel na princeznu.
Najednou šel kolem zeleně oblečený mládenec a ptal se Jiříka, co zde dělá. Povídali si a Jiřík se mládenci svěřil, že by si přál mít princeznu z blízkého zámku, že by čertu duši dal, kdyby ji dostal. Mládenec Jiříkovi řekl, že mu může jeho přání splnit, protože je čert. Pokud se upíše svou krví, stane se z něj bohatý princ a princezna si ho vezme za muže. Jiřík souhlasil, vzal si od čerta pero a na lístek se podepsal svou krví. Čert se ho ještě zeptal, za jak dlouho si má pro něj přijít. Jiřík přemýšlel a nakonec řekl, že za dvacet let. Čert dal ještě Jiříkovi váček plný dukátů, který zůstane vždy plný, i když z něj bude ubírat. Dále měl Jiřík rozvázat svůj vak, ve kterém byly skoro knížecí šaty a za lesíkem na něj čekalo několik služebníků s koněm.
Jiřík se vydal k zámku. Princezna byla ještě v zahradě, když Jiřík přijel. Králi se představil jako princ. Král Jiříka uvítal a ve svém zámku pohostil. Když princezna Jiříka spatřila, hned se do něj zamilovala a přála si, aby od nich už nikdy neodešel. Nakonec Jiřík v zámku zůstal a princeznu si vzal za ženu.
Jiřík žil se svou ženou šťastně. Měli spolu dva syny a dceru. Když starý král zemřel, stal se panujícím knížetem Jiřík. Lidé ho měli rádi, protože byl dobrý a nikomu neubližoval. Jiřík se ani nenadál a doba rychle utíkala. Najednou si uvědomil, že už zbývá jen jeden rok a bude to dvacet let, co se upsal čertu. Jiřík byl od té doby každý den smutný. Toho si všimla jeho žena, která ho velmi milovala. I když se Jiříka ptala, nikdy jí neřekl, co ho trápí.
Když už Jiříkovi zbýval jen jeden den, objevil se u něj večer zeleně oblečený mládenec, byl to ten samý čert, kterému se Jiřík před dvaceti lety upsal. Čert se Jiříka zeptal, zda nezapomněl, že je to právě dvacet let a má s ním odejít. Jiřík čerta prosil, aby mu dal ještě tři dny, že musí zařídit spoustu věcí a rozloučit se s manželkou. Čert souhlasil, dokonce mu slíbil, že pro něj udělá mnohem více. Po tři dny si Jiřík může přát každý den jednu věc, ať je to cokoliv, a čert mu přání splní. Jiřík čertovi poděkoval, byl mu vděčný, zároveň ale doufal, že čerta nějak obelstí.
Jiřík šel za svou ženou a ptal se jí, co by si přála. Žena nejdříve nevěděla, ale když Jiřík stále naléhal, řekla, že by si přála, aby skála, která stojí za zámkem, zmizela. Večer, když se u Jiříka objevil čert, Jiřík ho požádal, aby zmizela skála za zámkem. Čert to Jiříkovi splnil. Druhý den se žena divila, jak se to mohlo stát, že najednou sama zmizela skála za zámkem. Podezírala Jiříka, že je buď kouzelník, nebo se spolčil s čertem. Jiřík se své ženy ptal na další přání, co by chtěla změnit nebo udělat. Kněžna byla chytrá a tušila, že jí Jiřík musí něco tajit. Vymyslela tedy, že chce celou širou pláň proměnit v nejkrásnější zahradu plnou květin, bylin a stromů ze všech krajů světa a aby vše kvetlo. Věděla, že pokud to Jiřík splní, bude na něj naléhat, aby jí řekl pravdu. Večer dal Jiřík čertu druhý úkol a on ho znovu splnil.
Ráno, když to uviděla kněžna, vzala Jiříka za ruku a naléhala, aby se jí svěřil. Jiřík se své ženě přiznal. Přiznal, že není princ a upsal se čertu. Kněžna svému Jiříkovi odpustila, protože věděla, že tak činil z lásky k ní. S Jiříkem se domluvila, že až přijde večer čert, pošle ho Jiřík za kněžnou a ona už něco vymyslí. Tak se také stalo. Večer Jiřík poslal čerta za kněžnou, a ta čertovi dala poslední úkol. Čert měl kněžně vytrhnout tři vlásky tak, aby jí to nebolelo. Čert kněžně vlásky vytrhl, ale kněžna vykřikla, protože to bolelo. Kněžna čertu prominula a vyzvala ho, aby vlasy změřil. Čert je změřil a kněžna mu řekla, že musí musí vlasy udělat o dva lokte delší, ale nesmí je nastavit. Čert si nevěděl rady, a tak požádal kněžnu, zda si může vzít vlasy do pekla a poradit se s tovaryši. Kněžna souhlasila. Čert vzal vlasy do pekla, svolal tovaryše, položil vlasy před Lucifera a řekl, co se s vlasy musí stát. Lucifer hned poznal, že se čert nechal napálit. A tak musel čert zpátky za kněžnou a Jiříkem a vrátit úpis, protože nedokázal splnit úkol, který mu kněžna dala.
Jiřík a kněžna byli šťastní, že vše dobře dopadlo a žili spokojeně až do smrti.

## Přijetí díla a interpretace
Podle Miroslava Laiskeho, který sepsal Bibliografii Boženy Němcové, se pohádka „O chytré princezně“ poprvé objevuje knize Národní báchorky a pověsti. Pohádka byla od té doby vydána v mnoha dalších souborech a výborech s autorčina díla, například v knize Národní pohádky. Dočkala se také převyprávění a úprav pro divadlo.
Marie Gebauerová ze spisů a dopisů Boženy Němcové editovala svazek knih Sebrané spisy Boženy Němcové. Gebauerová zde píše o dopisu, který psala Němcová Čelakovskému. V dopise se Němcová zmiňuje o své povídce „O chytré princezně“ jako „O chytré královně“, kterou slyšela z vyprávění od „Buláků“. Původní lidové vyprávění bylo jiné, Němcová si ho ve své povídce upravila.